# بیان حقیقت
بیان حقیقت نام یکی از مطبوعات استان فارس در دوران قاجاریه است.
این روزنامه از سال ۱۳۴۳ هـ.ق به وسیله حسن دیانت در شیراز به چاپ رسیده است.